# Franz Hanreiter
Franz Hanreiter (* 4. November 1913 in Wien, Österreich-Ungarn; † 21. Jänner 1992) war ein österreichischer Fußball-Nationalspieler.

## Karriere
Franz Hanreiter begann seine Karriere beim SC Burgtheater in Hernals, mit dem er 1932 den Aufstieg in die II. Liga feiern konnte. Nach einem kurzen Zwischenstopp beim SK Admira Wien zu Jahresbeginn 1933 konnte er zum kleinen Erstligisten SC Wacker Wien nach Meidling wechseln, wo er im Sturm auflief. Der Neuling wurde bald zu einem der wichtigen Spieler des Klubs und gab bereits am 14. Mai 1935 in Prag gegen die Tschechoslowakei als Verbinder sein Debüt im Rahmen des Europapokals der Fußball-Nationalmannschaften 1933–1935 in der österreichischen Nationalmannschaft. Sein wohl bestes Spiel im Team lieferte Franz Hanreiter am 19. Jänner 1936 im berühmten Länderkampf gegen Spanien, den Österreich mit 5:4 in Madrid gewinnen konnte. Die Spanier führten allerdings bis kurz vor Schluss mit 4:3, ehe Hanreiter die Partie mit einem Doppelpack noch drehte.
Die österreichische Presse wusste diese Leistung gebührend zu würdigen und schrieb: „Der kleine Meidlinger hat nicht nur ein ausgezeichnetes Spielverständnis und Herz zu kämpfen, sondern brachte auch zwei prachtvolle Treffer zu Stande, die letzten Endes das Spiel für Österreich entschieden.“
Nach diesem Erfolg wechselte Franz Hanreiter zu Jahresende 1936 zum französischen Erstliga-Aufsteiger FC Rouen. In der Stammelf der Normannen stand mit Jean Nicolas, Bernard Antoinette und Roger Rio ein besonders torgefährliches Trio und mit Andreas Matthäus, der die Staatsbürgerschaft seiner Vorfahren angenommen hatte und als Mathieu André zum französischen Nationalspieler geworden war, auch ein Landsmann. 1937 und 1938 beendete der FC Rouen die Saison jeweils auf dem vierten Tabellenrang der Division 1; im Pokalbewerb verhinderte Racing Strasbourg, dass Hanreiter 1937 in das Finale einzog.
1938 kehrte Franz Hanreiter – möglicherweise wegen der in Frankreich eingeführten Reduzierung der Zahl ausländischer Spieler auf zwei pro Mannschaft – ins mittlerweile vom Deutschen Reich annektierte Österreich zurück, wo er zu seinem ehemaligen Verein SK Admira Wien in die Halvesreihe ging. Mit Admira wurde er österreichischer beziehungsweise ostmärkischer Meister in der Saison 1938/39, kam in dieser Zeit zwischen 1940 und 1942 auch zu sieben Einsätzen in der reichsdeutschen Nationalmannschaft. Nachdem er als Soldat an die Ostfront berufen worden war, konnte Franz Hanreiter dem Fußballsport noch in der Soldatenelf „Rote Jäger“ des Luftwaffenoffiziers Hermann Graf mit prominenten deutschen Mitspielern wie Fritz Walter, Alfons Moog und Hermann Eppenhoff nachgehen.
Hanreiter kehrte im Dezember 1946 aus der Kriegsgefangenschaft zurück und begann danach eine Trainerkarriere. Er betreute drei Jahre lang Spora Luxemburg, war eineinhalb Saisonen beim Floridsdorfer AC, danach bei Columbia XXI und in den 1960er Jahren beim niederösterreichischen Fußballverband. Er wurde am Jedleseer Friedhof bestattet.
Im Jahr 1995 wurde in Wien-Floridsdorf (21. Bezirk) die Hanreitergasse nach ihm benannt.

## Erfolge
- 1 × Österreichischer Meister: 1939
- 1 × Deutscher Vizemeister: 1939

- 6 Spiele und 2 Tore für die österreichische Fußballnationalmannschaft von 1935 bis 1936
- 7 Spiele für die reichsdeutsche Fußballnationalmannschaft von 1940 bis 1942